# Ibrahim Szams
Ibrahim Hassanien Szams (arab. ابراهيم حسانين شم, ur. 16 stycznia 1917 w Aleksandrii, zm. 16 stycznia 2001 tamże) – egipski sztangista, dwukrotny medalista olimpijski oraz dwukrotny mistrz świata.

## Kariera
Pierwszy sukces w karierze osiągnął w 1936 roku, kiedy podczas igrzysk olimpijskich w Berlinie zdobył brązowy medal w wadze piórkowej (do 60 kilogramów). Wyprzedzili go tylko Tony Terlazzo z USA oraz kolejny Egipcjanin, Salih Sulajman. Kolejne sukcesy osiągał po zakończeniu II wojny światowej. W 1948 roku wystartował na igrzyskach olimpijskich w Londynie, gdzie zwyciężył w wadze lekkiej (do 67,5 kg). Pokonał tam wagą ciała swego rodaka, Atijję Hammudę, a brązowy medal wywalczył Brytyjczyk James Halliday. Był to pierwszy w historii złoty medal dla Egiptu w tej kategorii wagowej. Następnie Szams zdobył złoty medal podczas mistrzostw świata w Scheveningen w 1949 roku, pokonując Joe Pitmana z USA i Szweda Arvida Anderssona. Wynik ten powtórzył na rozgrywanych dwa lata później mistrzostwach świata w Mediolanie, plasując się przed Pitmanem i Irańczykiem Hassanem Ferdousem.
Pobił 5 oficjalnych rekordów świata.